# Frank Witter (Schauspieler)
Frank Witter (* 11. Januar 1970 in Vacha) ist ein deutscher Schauspieler.

## Leben
Frank Witter wuchs in Meiningen als Sohn eines Konditors auf. 1988 schloss er eine Ausbildung als Konditor ab. Als seine Eltern im Herbst 1988 aus der DDR flüchteten, blieb er allein zurück. Er stellte einen Ausreiseantrag, der im zweiten Anlauf am 8. November 1989 genehmigt wurde.
Nach dem Abitur in Düsseldorf gewann er 1993 einen von VOX und TV Spielfilm initiierten Moderatorenwettbewerb. Als Preis erhielt er ein Praktikum in der Redaktion liebe sünde bei VOX. Danach studierte er an der Hochschule für Schauspielkunst „Ernst Busch“ Berlin im gleichen Jahrgang wie Maria Simon und Steffen Groth.
Von 1997 bis 2000 war er im Ensemble der Landesbühne Sachsen-Anhalt tätig, wo er im Jahre 2000 den Publikumspreis „Mansfeld-Oskar“ bekam. Es folgten Engagements am Oldenburgischen Staatstheater und am Bremer Theater. Daneben spielte er in Werbespots in Deutschland und in der Schweiz.
Frank Witter spielte in über 65 deutschen und internationalen Kino- und Fernsehproduktionen sowie einem Dutzend Kurzfilmen mit. Er arbeitete unter anderem mit Regisseuren wie den Wachowskis, Sönke Wortmann, Detlev Buck, Pepe Danquart, Matti Geschonneck und Brian De Palma. Dabei spielte er auch an der Seite von Hape Kerkeling, Mario Adorf, Dominic Monaghan, Daniel Brühl, Dany Boon, Diane Kruger,  David Wenham, Noomi Rapace, und John Goodman. Er spielte den Soldaten Jörg in dem Film Merry Christmas.
Im Jahr 2002 erhielt er beim 14. Filmfest Dresden den Förderpreis bester Schauspieler für die Hauptrolle in Der Warter.
Seit 2007 studierte Witter an der Technischen Universität Berlin. 2014 schloss er das Studium mit dem Titel Master of Science in Aeronautics and Astronautics ab. Er arbeitet als Lehrer für Mathematik, Physik und Darstellendes Spiel an einer Privatschule in Berlin.
Frank Witter ist  seit 2005 verheiratet und hat zwei Töchter.

## Filmografie (Auswahl)
- 2001: Der Warter
- 2003: Held der Gladiatoren
- 2004: Tatort – Abschaum
- 2004: Stauffenberg
- 2004: Wolffs Revier (Fernsehserie, 1 Folge)
- 2005: Mein Leben & Ich
- 2005: Unser Charly (Fernsehserie, 1 Folge)
- 2005: Berlin – Abschnitt 40
- 2005: Allein unter Töchtern
- 2005: Schnauze voll
- 2005: Merry Christmas (Joyeux Noël)
- 2006: Küstenwache (Fernsehserie, 1 Folge)
- 2007: Speed Racer
- 2007: KDD – Kriminaldauerdienst
- 2007–2015: SOKO Wismar (Fernsehserie, 10 Folgen)
- 2007: Tatort – Die dunkle Seite
- 2008: Kleptomaniac
- 2008: Die Päpstin
- 2008: Der Landarzt (Fernsehserie, 1 Folge)
- 2008: Bernadotte – Von Napoleons General zu Schwedens moderner Monarchie
- 2009: Boxhagener Platz
- 2010: Notruf Hafenkante (Fernsehserie, Folge Ein guter Plan)
- 2010: Flemming (Fernsehserie, 1 Folge)
- 2010: Die Stein (Fernsehserie, 1 Folge)
- 2012: Aktenzeichen XY … ungelöst
- 2012: Passion
- 2013: Wüstenrot – Stolz. Wie Zellers.
- 2015: Letzte Spur Berlin (Fernsehserie, 1 Folge)
- 2015: Ich bin dann mal weg
- 2016: Deutscher Schauspielerpreis – Opener 2016